# J.T. Realmuto
Jacob Tyler "J.T." Realmuto, född den 18 mars 1991 i Del City i Oklahoma, är en amerikansk professionell basebollspelare som spelar för Philadelphia Phillies i Major League Baseball (MLB). Realmuto är catcher.
Realmuto har tidigare spelat för Miami Marlins (2014–2018). Han har tagits ut till tre all star-matcher och har vunnit två Silver Slugger Awards och en Gold Glove Award.

## Karriär

### Major League Baseball

#### Florida/Miami Marlins

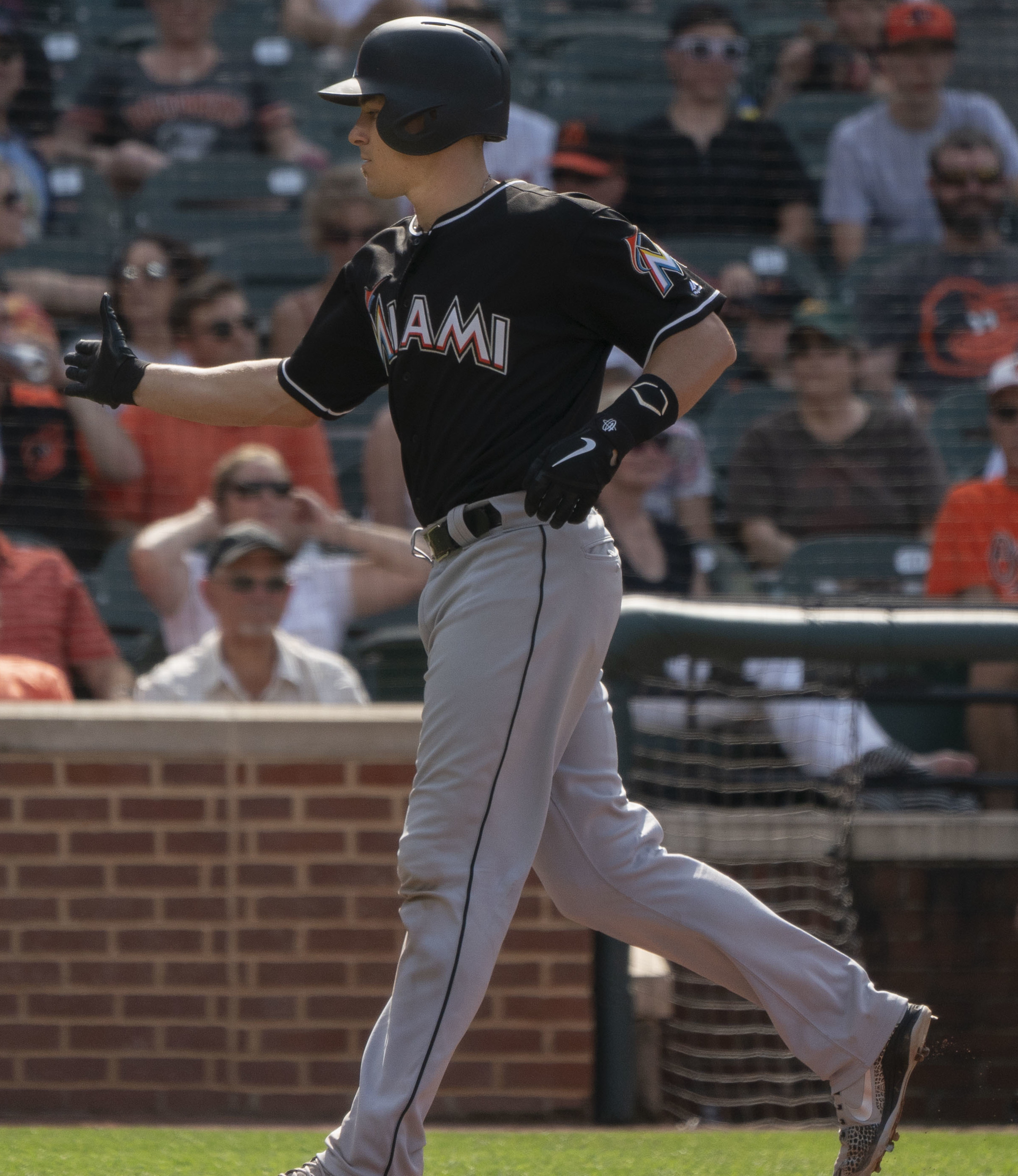
Realmuto i Miami Marlins dräkt 2018.

Realmuto draftades direkt från high school av Florida Marlins 2010 som 104:e spelare totalt och redan samma år gjorde han proffsdebut i Marlins farmarklubbssystem. Han debuterade i MLB för Marlins, som då hade bytt namn till Miami Marlins, den 5 juni 2014. Det var dock först 2015 som han blev ordinarie och den säsongen spelade han 126 matcher för Marlins med ett slaggenomsnitt på 0,259, tio homeruns och 47 RBI:s (inslagna poäng). Året efter förbättrade han sitt slaggenomsnitt till 0,303 och hade elva homeruns och 48 RBI:s på 137 matcher. Under de följande säsongerna utvecklade han mer styrka och slog 2017 17 homeruns med 65 RBI:s och ett slaggenomsnitt på 0,278 på 141 matcher.
Realmuto slog igenom på allvar 2018 då han togs ut till sin första all star-match och vann sin första Silver Slugger Award som den bästa offensiva catchern i National League. Detta efter en säsong då han på 125 matcher hade ett slaggenomsnitt på 0,277, 21 homeruns och 74 RBI:s.
Inför 2019 års säsong trejdades Realmuto till Philadelphia Phillies i utbyte mot tre spelare.

#### Philadelphia Phillies
Realmuto hade en mycket bra första säsong för Phillies. Han togs för andra året i rad ut till all star-matchen i juli och sett över hela säsongen hade han ett slaggenomsnitt på 0,275, 25 homeruns och 83 RBI:s. Han vann både en Gold Glove Award för sitt defensiva spel och en Silver Slugger Award för sitt offensiva spel. Vidare togs han ut till All-MLB First Team som den bästa catchern i MLB.
Nästföljande säsong, som blev kraftigt förkortad på grund av coronaviruspandemin, spelade Realmuto 47 matcher med ett slaggenomsnitt på 0,266, elva homeruns och 32 RBI:s. Han togs ut till All-MLB Second Team som den näst bästa catchern i MLB. Efter säsongen blev han free agent för första gången, men skrev på för Phillies igen. Kontraktet sträckte sig över fem år och rapporterades vara värt 115,5 miljoner dollar, vilket var free agent-rekord för en catcher och också innebar den högsta genomsnittsliga årslönen (23,1 miljoner dollar) någonsin för en catcher.
Realmuto drabbades av en tumfraktur under uppladdningen inför 2021 års säsong och skadade vänster hand i maj. Den 6 juni slog han sin 100:e homerun i MLB:s grundserie och en månad senare togs han ut till sin tredje raka all star-match (ingen spelades 2020).

## Privatliv
Realmuto gifte sig med Alexis "Lexi" Taylor i april 2017. Paret har två döttrar – Gracie född i juli 2018 och Willa Mae född i juli 2019.